# Eutelsat 5 West B
Eutelsat 5 West B ist ein kommerzieller Kommunikationssatellit des in Luxemburg ansässigen Satellitenbetreibers Eutelsat.

## Geschichte
Im Oktober 2016 beauftragte Eutelsat Orbital ATK (heute Northrop Grumman Innovation Systems) und Airbus Defence and Space für den Bau eines neuen geostationären Kommunikationssatelliten. Dafür lieferte Airbus die Transponder-Nutzlast und Orbital den Satellitenbus.

## Technische Daten
Orbital baute den Satelliten auf Basis des GeoStar-Busses. Er ist dreiachsenstabilisiert und besitzt eine geplante Lebensdauer von mehr als 15 Jahren. Mit Strom wird er durch zwei Solarmodule und Batterien versorgt. Airbus lieferte 35 Ku-Band-Transponder, mit welchen der Satellit großflächig Europa und Nordafrika abdecken sollte. Des Weiteren befindet sich die GEO-3-Nutzlast des European Geostationary Navigation Overlay Service an Bord, welche die Navigationsgenauigkeit in Europa verbessern soll.

## Missionsverlauf
Eutelsat 5 West B wurde am 9. Oktober 2019 auf einer Proton-M-Trägerrakete vom Kosmodrom Baikonur zusammen mit MEV-1 in ins All gebracht. Im Januar 2020 nahm er den Betrieb auf seiner geostationären Position bei 5° West auf und ersetzte damit seinen Vorgänger Eutelsat 5 West A.
Bereits am 24. Oktober 2019, wenige Tage nach dem Start, meldete Eutelsat, dass sie einem Defekt an einem der Solarpanele nachgingen. Am 17. Januar 2020 wurde bekanntgegeben, dass ein Solarpanel nicht mehr nutzbar sei, weswegen der Satellit nur mit 45 % seiner Kapazität übertragen kann. Die GEO-3-Nutzlast ist von der Fehlfunktion nicht betroffen und arbeitet nominal.